# 东庙桥
东庙桥，位于中国江苏省苏州市吴江区七都镇东庙桥村横沽塘，建于南宋。

## 保护
2013年3月5日，东庙桥公布为第七批全国重点文物保护单位，编号7-0949-3-248。